# Doggy Fizzle Televizzle
Doggy Fizzle Televizzle je zabavna emisija koju je stvorio Snoop Dogg. Prikazivala se na MTV-ju od 2002. do 2003. godine.

## Epizode

### Prva epizoda
Uvod: Snoop Dogg izaziva Lancea Bassa na svemirsku utrku kada ga otima NLO.
- - Specijalni gosti: Samuel L. Jackson, Killer Mike, Big Boi, Bootsy Collins i George Clinton
- Snoop Dogg otkriva dijelove na video spotovima koje je MTV zatamnio.
- Snoop odgovara na pitanja obožavatelja.

## Vanjske poveznice
- Službena stranica  Arhivirana inačica izvorne stranice od 27. veljače 2011. (Wayback Machine)
- Doggy Fizzle Televizzle na Internet Movie Databaseu